# Anna Valkenborg
Anna Valkenborg, née le 4 janvier 1998 à Hasselt, est une joueuse de volley-ball internationale belge évoluant au poste de libero,,.